# Rogeria foreli
Rogeria foreli é uma espécie de formiga do gênero Rogeria, pertencente à subfamília Myrmicinae.